# Anton Mühlig
Anton Mühlig (* 11. Dezember 1876 in Unter Reichenau, Königreich Böhmen; † 3. Februar 1951 in Teplice, Tschechoslowakei) war ein tschechoslowakischer Glasindustrieller.

## Leben
Anton Georg Max Mühlig wurde in Unter Reichenau als zweiter Sohn des Hütteningenieurs Eugen Max Mühlig (1835–1915) und der Maria Rosina geb. Schmieger (1850–1932) geboren. Zusammen mit seinem Bruder Josef (1874–1954) wuchs er in Unter Reichenau auf, wo sein Vater bis 1883 leitende Funktionen bei den Hütten- und Montanwerken J.D. Starck ausübte und sich danach in der Gegend von Teplitz als Glasfabrikant selbständig machte.
Von 1899 bis 1907 war Anton Mühlig kaufmännischer Leiter der väterlichen Glashüttenwerke Max Mühlig. Seit 1906 leitete er zudem die Handelsgesellschaft der Vereinigten Österreichischen Tafelglasfabriken in Prag. Ab 1907 lebte Anton Mühlig in Prag.
1908 war er einer der Gründer des Europäischen Flaschenglasverbandes. Im selben Jahre gründete Anton Mühlig zusammen mit seinem Bruder im ungarischen Salgótarján eine neue Tafelglashütte. Nach dem Tode des Vaters übernahm Josef Mühlig 1915 die Leitung der Glashüttenwerke Max Mühlig. Ab 1918 wirkte Anton Mühlig als Vizepräsident der Österreichischen Glashütten-Gesellschaft in Aussig. Im Jahre 1920 gehörte er zu den Mitbegründern des Tafelglassyndikats in Prag.
Die Glashüttenwerke Max Mühlig, bereits seit 1907 Großaktionär der Österreichischen Glashüttenwerke AG in Aussig, übernahmen das nach der Gründung der Tschechoslowakei als Union-Glashütten AG firmierende Aussiger Unternehmen im Jahre 1924 gänzlich und fusionierten es zur Mühlig-Union Glashütten AG, die seit 1926 ihren Sitz in Settenz hatte. Hauptaktionäre waren Josef und Anton Mühlig. 1931 erwarb die Gesellschaft zudem noch alle Aktien der Helmstedter Glasindustrie AG in Helmstedt. 1938 kehrte Anton Mühlig von Prag nach Teplitz-Schönau zurück. 
Im Jahre 1940 wurde auch die Fischmann Söhne AG in Teplitz-Schönau, ein Hersteller von Stangenglas für die Gablonzer Schmuckindustrie und Glasbausteinen eingegliedert. Das Portfolio der Mühlig-Union Glasindustrie AG umfasste Flach-, Matt- und Eisglas, Flaschen und Ballons, nichtsplitterndes Sicherheitshart- und Verbundglas, wärmedämmende Doppelfenster, Transparentglas, Weiß-, Hohl-, Verpackungs- und Wandbekleidungsglas. Für die Luftwaffe erfolgte die Produktion von "Thorax-Sicherheitsglas". Mühligs Unternehmen galten als modernster Flachglasproduzent in Kontinentaleuropa und waren auch in sozialer Hinsicht Musterbetriebe.
Nach dem Ende des Zweiten Weltkrieges wurden die Betriebe der Mühlig-Union Glasindustrie AG als Sklo Union Teplice unter staatliche Verwaltung gestellt. Die heute daraus hervorgegangene AGC Flat Glass Czech a.s. ist der größte Flachglashersteller in Mittel- und Osteuropa.

## Familie
Mühlig heiratete 1908 in Holoubkau Margarethe Kunigunde Hopfengärtner (1885–1971), eine Tochter des Gründers der Zbirower Eisenwerke AG Maximilian Adam Hopfengärtner (1842–1918). Aus der Ehe gingen drei Kinder hervor:
- Marianne (1909–1957), ⚭ mit Friedrich Max Karl Scholz von Rarancze (1896–1944)
- Magdalena Maria Christine (* 1912), ⚭ mit Friedrich Rudolf Richard Versen (1905–1982), nach Adoption durch Josef Mühlig ab 1941 Mühlig-Versen
- Peter Paul Maximilian Josef (1915–1941), ⚭ mit Lillith Garkisch († 1945)

Der Zwodauer Textilfabrikant Ignaz Schmieger war sein Großvater. Seine Großtante Agnes geb. Mühlig (1807–1882) war mit dem Unternehmer Johann Anton Freiherr von Starck (1808–1883), dem jüngsten Sohn von Johann David Starck, verheiratet.